# 特赫里
特赫里（Tehri；旧译作“真日”），印度北阿坎德邦中部一城市，位于巴吉拉蒂河和巴希兰格纳河的汇流处，老城已被特赫里大坝建成后形成的人工湖淹没，新城现有人口25,425人（2001年）。